# Le Cœur des hommes
Série Le Cœur des hommes
Le Cœur des hommes 2
(2007)
Pour plus de détails, voir Fiche technique et Distribution.
Le Cœur des hommes est un film français réalisé par Marc Esposito, sorti en 2003.
Le film suit quatre amis Manu, Jeff, Alex et Antoine qui forment une bande de copains depuis leur rencontre à l'US Melun, en CFA. Leurs vies sont marquées par des hauts et des bas, mais ils partagent le bon et le mauvais, sans jamais renier leur complicité.
Deux suites, Le Cœur des hommes 2 et Le Cœur des hommes 3, sont sorties en 2007 et en 2013.

## Synopsis
Manu, charcutier, le plus posé des quatre, vient de perdre son père, et est aux petits soins pour sa mère. Père de trois enfants, maintenant grands, il retrouve l'amour dans les bras d'une cliente un peu perdue, Juliette, dont le côté rêveur ne le laisse pas insensible.
Alex, est un dragueur, il trompe sans scrupules son épouse Nanou. Celle-ci a des doutes, l'accuse de la tromper et déprime. Alex est très prudent et s'assure toujours de ne laisser aucune preuve accessible à son épouse. Alex et Nanou ont une fille. Bien que ses amis condamnent son comportement, il n'a pas l'intention de changer. Il gère avec Jeff une société d'édition de magazines sportifs. Une des employées est la maîtresse d'Alex. Les deux associés sont harcelés par leurs actionnaires anglais qui insistent pour qu'ils licencient du personnel, ce que Jeff refuse catégoriquement de faire.
Antoine, professeur d'EPS est le plus à gauche politiquement. Il est marié à Lili. Ils ont un fils Arthur. Un soir, pleine de remords, Lili avoue à Antoine qu'elle l'a trompé une fois, il y a plusieurs mois avec un collègue plus jeune, qui effectuait un remplacement et qui est parti depuis. Antoine n'arrive pas à pardonner à Lili. Il quitte précipitamment leur logement et va habiter dans un hôtel bon marché. Jeff lui propose d'habiter dans son appartement qu'il n'occupe plus. Un jour, à la sortie de l'établissement où est scolarisé Arthur, Antoine énervé frappe un professeur qui est trop souvent absent. Ses amis l'emmènent en week-end à Cabourg pour le calmer et lui changer les idées, mais avec un succès limité.
Jeff, récemment divorcé, le plus rugueux, refait sa vie avec Elsa, beaucoup plus jeune que lui. Sa fille aînée Margot se marie avec Nono. Jeff n’apprécie pas du tout Nono et espère que Margot va changer d'avis. C'est l'occasion pour Jeff de retrouver son ex-femme, Françoise. Elle lui avoue avoir réalisé une IVG, il y a 15 ans, sans qu'il le sache. Jeff ne l'a pas supporté et a quitté Françoise il y a 1 an. Depuis il refuse de lui parler.
Un jour, les actionnaires anglais demandant à nouveau des licenciements de personnel, Jeff annonce qu'il quitte l'entreprise. Jeff revend ses parts à Alex et part dans le Sud pour profiter de sa retraite.

## Fiche technique
Sauf indication contraire, les informations mentionnées dans cette section peuvent être confirmées par la base de données cinématographiques IMDb,  présente dans la section « Liens externes ».
- Titre original : Le Cœur des hommes
- Réalisation et scénario : Marc Esposito
- Musique : Béatrice Thiriet
- Décors : Jean-Jacques Gernolle
- Costumes : Mélanie Gautier et Francine Lapassade
- Photographie : Pascal Caubère
- Son : Jean-Luc Verdier, Dominique Gaborieau, Théo Viroton
- Montage : Benoït Alavoine et Christian Dior
- Production : Pierre Javaux
- Sociétés de production[1] : PJP Films, BAC Films, Studiocanal et France 2 Cinéma, avec le soutien de Cofimage 13, Natexis Banques Populaires Images 3 et la région Île-de-France
- Sociétés de distribution[2] : Bac Films Distribution (France) ; Les Films de l'Elysée (Belgique) ; Les Films Séville (Québec) ; JMH Distributions SA (Suisse romande)
- Budget : 5 030 000 €[3]
- Pays de production :  France
- Langue originale : français
- Format[2] : couleur - 35 mm - 1,85:1 (Panavision) - son Dolby Digital | DTS
- Genre : comédie dramatique, romance
- Durée : 100 minutes
- Dates de sortie[4] :
  - France : 2 avril 2003
  - Suisse romande : 8 avril 2003[5]
  - Belgique : 30 avril 2003[6]
  - Québec : 29 août 2003 (Festival des films du monde de Montréal)
- Classification[7] :
  - France : tous publics[8]
  - Suisse romande : interdit aux moins de 12 ans[9]
  - Belgique : tous publics (Alle Leeftijden)[6]

## Distribution
- Bernard Campan : Antoine
- Gérard Darmon : Jeff
- Jean-Pierre Darroussin : Manu
- Marc Lavoine : Alex Bertoni
- Ludmila Mikaël : Françoise, l'ex-épouse de Jeff
- Fabienne Babe : Lili, épouse d'Antoine
- Zoé Félix : Elsa, épouse de Jeff
- Florence Thomassin : Juliette
- Catherine Wilkening : Nanou, épouse d'Alex
- Jules Stern : Arthur, fils d'Antoine
- Caroline Gillain : Margot, fille de Jeff
- Amélie Gabillaud : Viviane, fille de Jeff
- Anna Gaylor : Marie, la mère de Manu
- Myriam Lagrari : Sandrine, la fille de Manu
- Olivier Rosenberg : Fils de Manu 1
- Simon Bonnel : Fils de Manu 2
- Émilie Chesnais : Charlotte, la fille d'Alex
- Guillaume Crozat : Nono, le gendre de Jeff
- Rebecca Potok : Marie-Hélène
- Marianne Viard : Joëlle, l'assistante de Jeff et Alex
- Valérie Steffen : Diane, l'adjointe de John
- Alice Taglioni : Annette, l'avocate
- Christopher King : John, le partenaire de Jeff et Alex
- Renaud Bossert : Le concierge de l'hôtel
- Vincent Colombe : Miller
- Marceline Doucet : Spice girl
- Patricia Feldman : Spice girl
- Richie Hurrell : Cadre anglais
- Sevan Manoukian : Chanteuse opéra
- Laurent Saura : Témoin de Nono
- Chantal Schenrey : Spice girl
- Jean-Pierre Trevisani : Chanteur opéra
- Trixie : Spice girl

## Production

### Lieux de tournage
- Paris[10] : 
  - 17ème arrondissement : rue de Levis, rue Lantiez,
  - 10ème arrondissement : Rue de l'Aqueduc,
  - 16ème arrondissement : 
    - Rue du Bouquet de Longchamp,
    - Rue Maurice-Bourdet et pont de Grenelle, l'immeuble moderne au  1-3 de la rue (nommé « 1 pont de Grenelle » mais qui est le nom de la résidence) apparait à plusieurs reprises dans le film, dont la première scène, et dans les deux suivants de la  la série où il est le domicile d'un des 4 principaux personnages,  Alex (joué par Marc Lavoine).

  - 4ème arrondissement : Square Henri Galli, quai des célestins
  - 12ème arrondissement : Place des vins, Bercy
- Val-d'Oise : Maffliers (centre équestre)
- Cabourg (Casino et Promenade Marcel Proust)
- Vaucluse : Luberon et Vaugines[11]

## Accueil

### Accueil critique
Les critiques ont été plutôt positives dans l'ensemble. Parmi les critiques positives, Guillemette Olivier, de Télérama, évoque « un film d'hommes qui s'attache à bien traiter les femmes » ; Ghislain Loustalot, de Première, « l'une des meilleures comédies françaises écrites sur l'amitié entre mecs » ; et Élodie Lepage, du Nouvel Observateur, « un film assez juste et sensible ».

### Box office
Le film a totalisé 1 532 679 entrées en France et 1 629 971 en Europe.
1 583 330 en France selon le JP's Box office et la 24e place du box-office 2003[réf. souhaitée].

## Récompenses et distinctions
Entre 2003 et 2004, Le Cœur des hommes a été sélectionné 2 fois dans diverses catégories et n'a remporté aucune récompense,.

### Nominations
- Festival des films du monde de Montréal 2003 : Grand Prix des Amériques pour Marc Esposito.
- César 2004 : Meilleur acteur dans un second rôle pour Marc Lavoine.

## Suites
Le Cœur des hommes (série de films)
- Le Cœur des hommes 2
- Le Cœur des hommes 3